# أندري كوفالينكو (لاعب كرة قدم)
أندري كوفالينكو (بالروسية: Андрей Владимирович Коваленко)‏ هو لاعب كرة قدم روسي في مركز حراسة المرمى، ولد في 4 يناير 1972 في فوجيغا في روسيا. لعب مع FC KAMAZ Naberezhnye Chelny ‏.